# Jaylen Brown
Jaylen Marselles Brown (født 24. oktober 1996) er en amerikansk professionel basketballspiller som spiller for NBA-holdet Boston Celtics. Han har været del af All-Star holdet tre gange og har vundet et mesterskab.

## Professionelle karriere

### Boston Celtics

#### Første sæsoner
Brown blev draftet af Boston Celtics med det tredje valg i 2016 draften. Han havde en relativ anonym debutsæson, da han scorede 6,6 point per kamp som bænkspiller.
Han fik sin første chance som starter i 2017-18 sæsonen, hvor han startede i hver eneste kamp han spillede i sæsonen. Hans tredje sæson var dog en skuffelse, og efter en dårlig start på sæsonen, så blev han sendt tilbage på bænken.

#### Gennembrud
Trods den skuffende forrige sæson, så forlængede Celtics Browns kontrakt i oktober 2019. Dette viste sig at være en god investering, da Brown endelig havde sit store gennembrud i sæsonen, da han for første gang scorede 20 point per kamp i sin karriere.
Brown fortsatte det gode spil ind i 2020-21 sæsonen, og han blev her for første gang udtaget til All-Star kampen.
Brown scorede den 2. januar 2022 for første gang 50 point i en kamp i en sejr over Orlando Magic. Celtics nåede i sæsonen til NBA finalen for første gang siden 2010, hvor de mødte Golden State Warriors. Celtics tabte dog her i en seks kamp serie.

#### All-NBA
Brown blev i 2022-23 sæsonen for anden gang i sin karriere valgt til All-Star holdet. Han blev i sæsonen valgt til All-NBA Second Team, som er de 6-10 bedste spillere i ligaen. Celtics nåede i slutspillet til konferencefinalen, hvor de mødte Miami Heat. Brown havde her en ringe serie, som kulminerede i, at han i den afgørende syvende kamp lavede flere markante fejl, som var del af at Celtics tabte overbevisende.

#### Mesterskab
På trods af den dårlige optræden i slutspillet, så forlængede Celtics deres kontrakt med Brown i juli 2023, da han underskrev en supermaks kontrakt med klubben, som er værd 304 millioner dollars over fem år. Dette er den største kontrakt i NBA's historie, og den første kontrakt i ligaens historie, som er værd mere end 300 millioner dollars.
I slutspillet 2023-24 spillede Brown en central rolle i, at Celtics vendte tilbage til finalerne, hvor at de denne gang mødte Dallas Mavericks. Finaleserien endte med en overbevisende sejr til Celtics, som betød at Brown hermed vandt sit første mesterskab. Han blev ved seriens udgang kåret som Finals MVP, hvilke er prisen der bliver givet til den bedste spiller i NBA finalerne.